# Saison 4 de Clem
Chronologie
Saison 3 Saison 5
Cet article présente le guide des épisodes de la quatrième saison de la série télévisée française Clem.

## Épisodes

### Épisode 1:N'aie pas peur petite sœur
- Belgique : 5 janvier 2014 sur La Une
- Suisse : 7 janvier 2014 sur RTS Un
- France : 13 janvier 2014 sur TF1

- France : 5,243 millions de téléspectateurs (20,3 % de part de marché)[réf. souhaitée]
- Belgique : 317 600 téléspectateurs (16,8 % de part de marché)[réf. souhaitée]

thème = le harcèlement scolaire, le cyberharcèlement, la phobie scolaire

### Épisode 2:Allez maman t'es la meilleure
- Belgique : 12 janvier 2014 sur La Une
- Suisse : 14 janvier 2014 sur RTS Un
- France : 20 janvier 2014 sur TF1

- France : 5,562 millions de téléspectateurs (22 % de part de marché)[réf. souhaitée]
- Belgique : 270 000 téléspectateurs (14,5 % de part de marché)[réf. souhaitée]

### Épisode 3:Quand maman dérape
- Belgique : 19 janvier 2014 sur La Une
- Suisse : 21 janvier 2014 sur RTS Un
- France : 27 janvier 2014 sur TF1

- France : 5,85 millions de téléspectateurs (22,9 % de part de marché)[réf. souhaitée]
- Belgique : 359 600 téléspectateurs (20,5 % de part de marché)[réf. souhaitée]

thème = l'alcoolisme

### Épisode 4:Rendez moi ma fille!
- Belgique : 26 janvier 2014 sur La Une
- Suisse : 28 janvier 2014 sur RTS Un
- France : 3 février 2014 sur TF1

- France : 5,888 millions de téléspectateurs (23,1 % de part de marché)[réf. souhaitée]
- Belgique : 377 400 téléspectateurs (22,1 % de part de marché)[réf. souhaitée]

thème : le trafic de drogue, l'incarcération

### Épisode 5:Ma femme, sa sœur et moi
- Belgique : 2 février 2014 sur La Une
- Suisse : 4 février 2014 sur RTS Un
- France : 10 février 2014 sur TF1

- France : 5,946 millions de téléspectateurs (23,3 % de part de marché)[réf. souhaitée]
- Belgique : 370 900 téléspectateurs (20 % de part de marché)[réf. souhaitée]

thème = la rivalité dans la fratrie